# Alexanderskirche (Zweibrücken)
Die Alexanderskirche in Zweibrücken war eine spätgotische Hallenkirche, die nach der Zerstörung im Zweiten Weltkrieg stark vereinfacht wiederaufgebaut wurde (Verlust der Gewölbe und der Maßwerkfenster). Die Schauseite der Kirche mit dem Chor liegt im Nordosten zum Marktplatz hin. Die Kirche dient der protestantischen Gemeinde.

## Geschichte

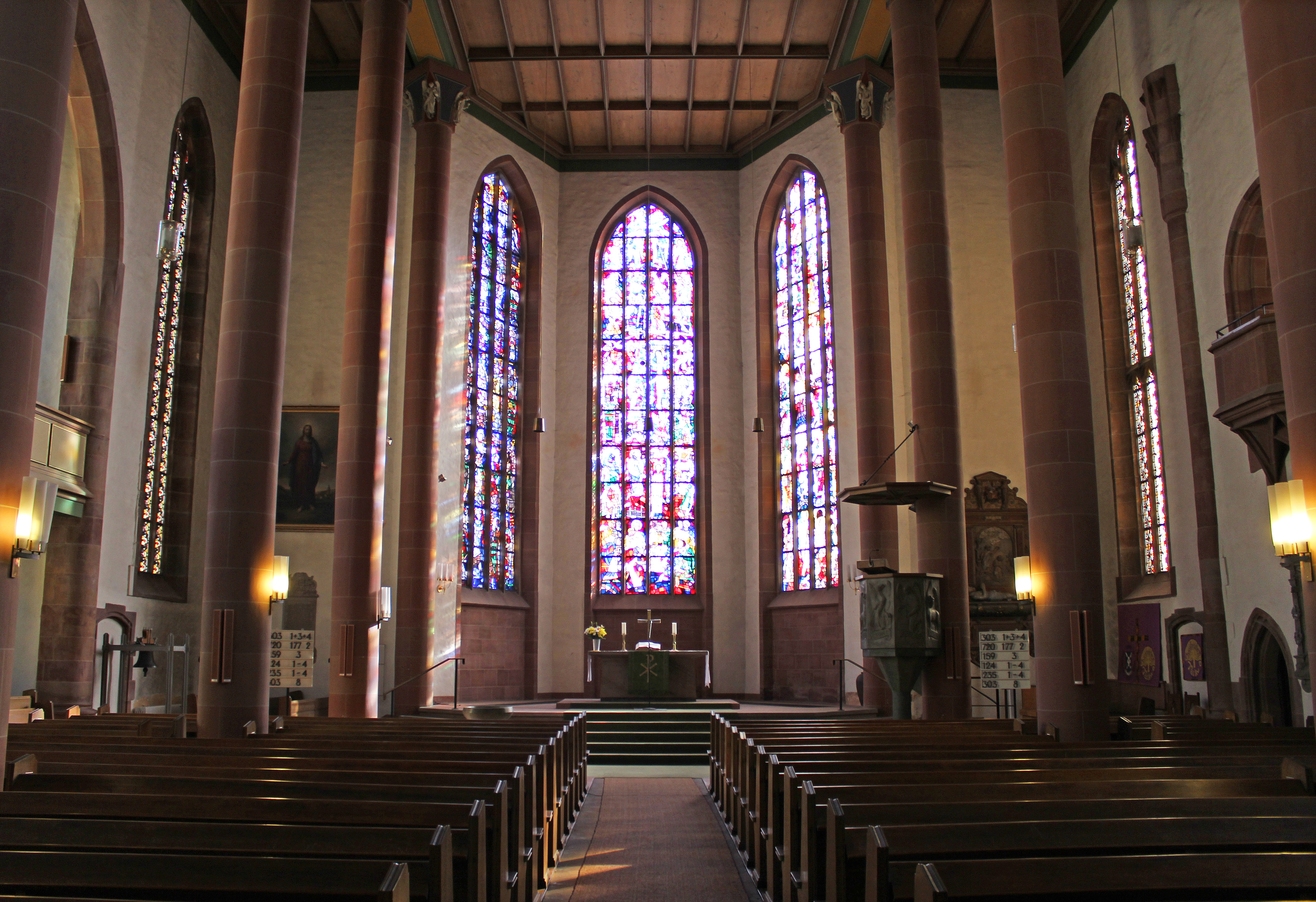
Blick ins Innere der nach dem Zweiten Weltkrieg vereinfacht wiederhergestellten Kirche

Sie wurde 1489 von Pfalzgräfin Johanna de Croÿ und ihrem Sohn Pfalzgraf Alexander von Pfalz-Zweibrücken zur Erinnerung an Pfalzgraf Ludwig I. von Pfalz-Zweibrücken gestiftet und war 1493 im Bau. Als Baumeister ist Philipp Steinmetz genannt. Im Jahr 1495 begab sich Alexander mit seinem Vetter Bischof Antoine de Croÿ und seinem Schwager Graf Johann Ludwig von Nassau-Saarbrücken auf Pilgerfahrt ins Heilige Land, von wo er offenbar Reliquien zur Ausstattung der Kirche mitzubringen gedachte.
Der Bau der ältesten Kirche Zweibrückens hängt eng mit den Bauschulen am Mittelrhein zusammen. Angeregt vom Beispiel des Frankfurter Doms scheint die Vorhalle des Nordportals; der dreiseitige Chorschluss findet sich ähnlich an der Frankfurter Leonhardskirche. Maßwerksformen, soweit sie erhalten sind, erinnern an die Memorienpforte des Mainzer Domes. Sie beherbergt wertvolle Gemälde von Zweibrücker Malern und Grabdenkmäler. Bestattet sind hier neben fürstlichen Beamten viele Angehörige des Hauses Wittelsbach, unter anderem Pfalzgraf Ruprecht von Veldenz († 28. Juli 1544) und Pfalzgraf Gustav Samuel Leopold von Pfalz-Kleeburg († 17. September 1731).
In den Jahren 1676/77 wurde die Kirche durch die Franzosen weitgehend zerstört, aber 1689 wieder hergestellt. Im Rahmen der Reunionspolitik des Sonnenkönigs stand Zweibrücken von 1680 bis 1697 unter französischer Herrschaft. In dieser Zeit war die Alexanderskirche simultan, von Katholiken und Protestanten genutzt. Der damalige königliche Visitator und katholische Pfarrer von Zweibrücken, Carl Desiderius de Royer, unter dessen Aufsicht der Wiederaufbau geschah, ließ zur Erinnerung daran  einen von ihm gedichteten Vers in die Außenmauer einhauen. Er lautete: „Tausend sechs hundert und siebenzig sieben, von dieser Kirch ist wenig blieben, indem durch Krieg sie ganz verstört, die Stadt auch wurd durchs Feuer verzehrt. Tausend, sechshundert, achtzig neun wurd sie wieder erbauet fein.“

Im Jahr 1758 vollendete der aus Nohfelden/Nahe stammende Baumeister Christian Ludwig Hautt einen barocken Kirchturm, der bis zu seiner Zerstörung im Jahr 1945 das Stadtbild von Zweibrücken prägte.

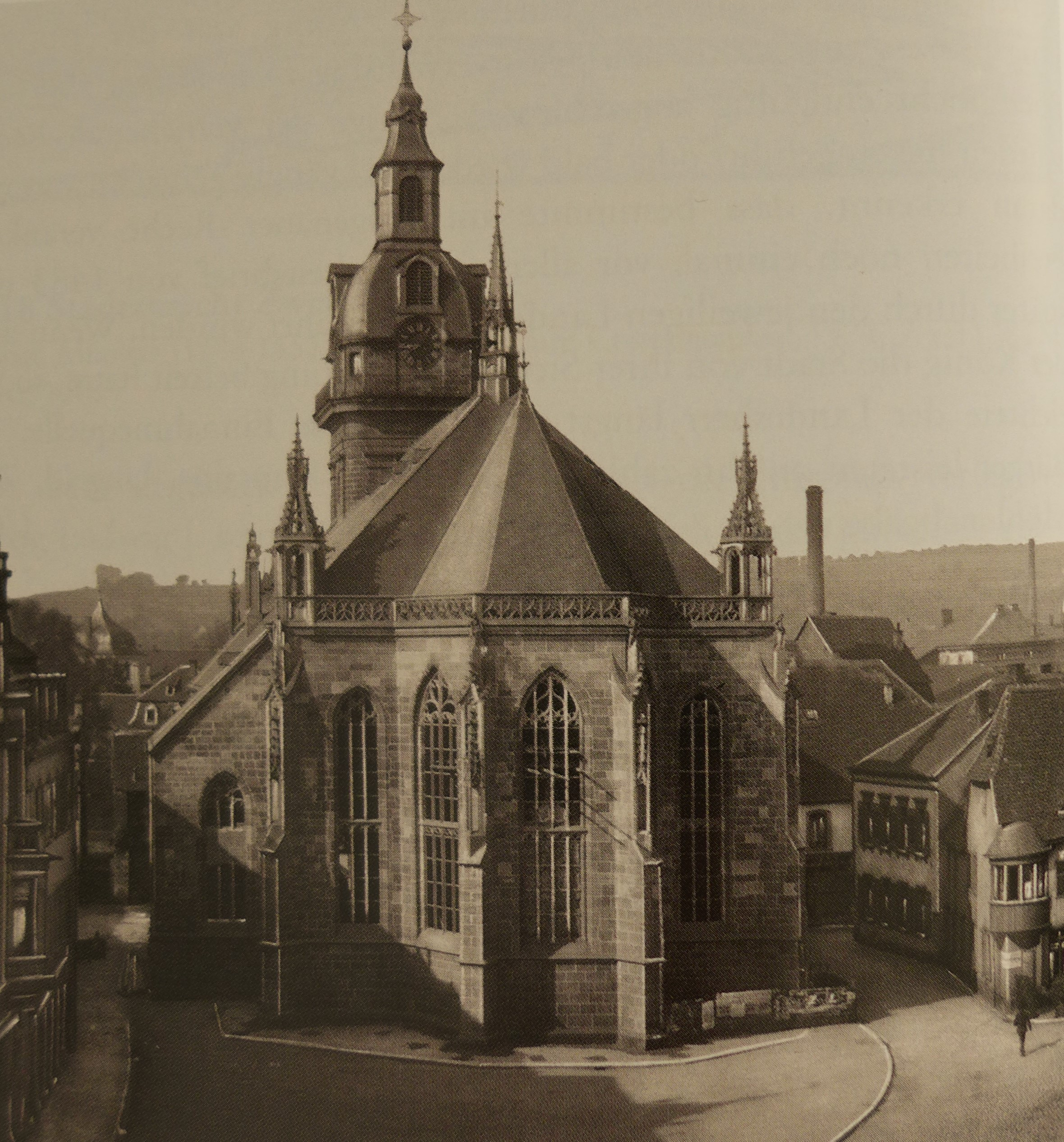
Apsisbereich vor der Zerstörung vom 14. März 1945

In den Jahren 1904 bis 1911 fand eine grundlegende Sanierung und Restaurierung unter Leitung von Karl Doflein statt. Die Kirche bekam ein neues Fundament, eine starke armierte Spezialbetonplatte, die nun die Außenwände trug. Der Altar wurde versetzt. Bereits im Jahr 1858 hatte man ein reiches neospätgotisches Netzgewölbe statt einer flachen Kassettendecke eingebaut. Die Kassettendecke, ähnlich der aktuellen Decke der Wiederaufbauphase nach dem Zweiten Weltkrieg, war als Ersatz des ursprünglichen Gewölbes entstanden, nachdem das Gewölbe bei der Sprengung des Kirchturmes durch die Franzosen im Jahr 1677 zerstört worden war. Mit der neospätgotischen Erneuerung von 1858 und 1904–1911 war ein Raumbild geschaffen worden, das dem des spätmittelalterlich-frühneuzeitlichen Gründungsbaues weitgehend entsprochen haben dürfte.
Die Kirche wurde mit der gesamten Zweibrücker Innenstadt am 14. März 1945 durch einen Bombenangriff zerstört und nach einem vereinfachenden Wiederaufbau durch Otto Stahl und Richard Hummel am 26. Juni 1955 wieder eingeweiht. Eine Bürgerinitiative, die sich für den originalgetreuen Wiederaufbau zumindest des Barockturmes von Christian Ludwig Hautt einsetzte, konnte sich nicht durchsetzen. Die kostengünstigere Ausführung des aktuellen Turmes deutet aber den barocken Schwung des früheren Turmes an. Das Innere der Kirche wahrt mit der Einteilung in drei Schiffe zu sechs Jochen und den schmalen äußeren, von Emporen geteilten Seitenschiffen annähernd das überlieferte Raumbild. Durch die Kassettendecke, die auf zwei Reihen schlanker Rundpfeiler mit Kelchblockkapitellen ruht, wurden die einst vorhandenen reichen, verästelten Deckengewölbe ersetzt. Der Lichteinfall wird heute durch die Chorfenster von Erhardt Klonk aus Marburg geprägt. Von der Ausstattung der Kirche vor 1945 blieben einige Epitaphe, meist des 16. Jahrhunderts, erhalten, daneben das Christusbild von Johann Christian von Mannlich. Die durch Explosion einer Luftmine völlig zerstörte Fürstengruft wurde nicht wieder errichtet; die wenigen gefundenen Überreste ruhen seit 1955 in der von Kronprinz Rupprecht von Bayern gestifteten Wittelsbacher Gedenkstätte im nördlichen Seitenschiff. Die letzte Beisetzung in der Kirche fand im Jahre 2001 statt: Alexander von Bayern (1923–2001), ein Nachkomme und Namensvetter des Erbauers, wurde hier bestattet.

## Ausstattung

### Orgeln

#### Walcker-Steinmeyer-Orgel (1858–1945)

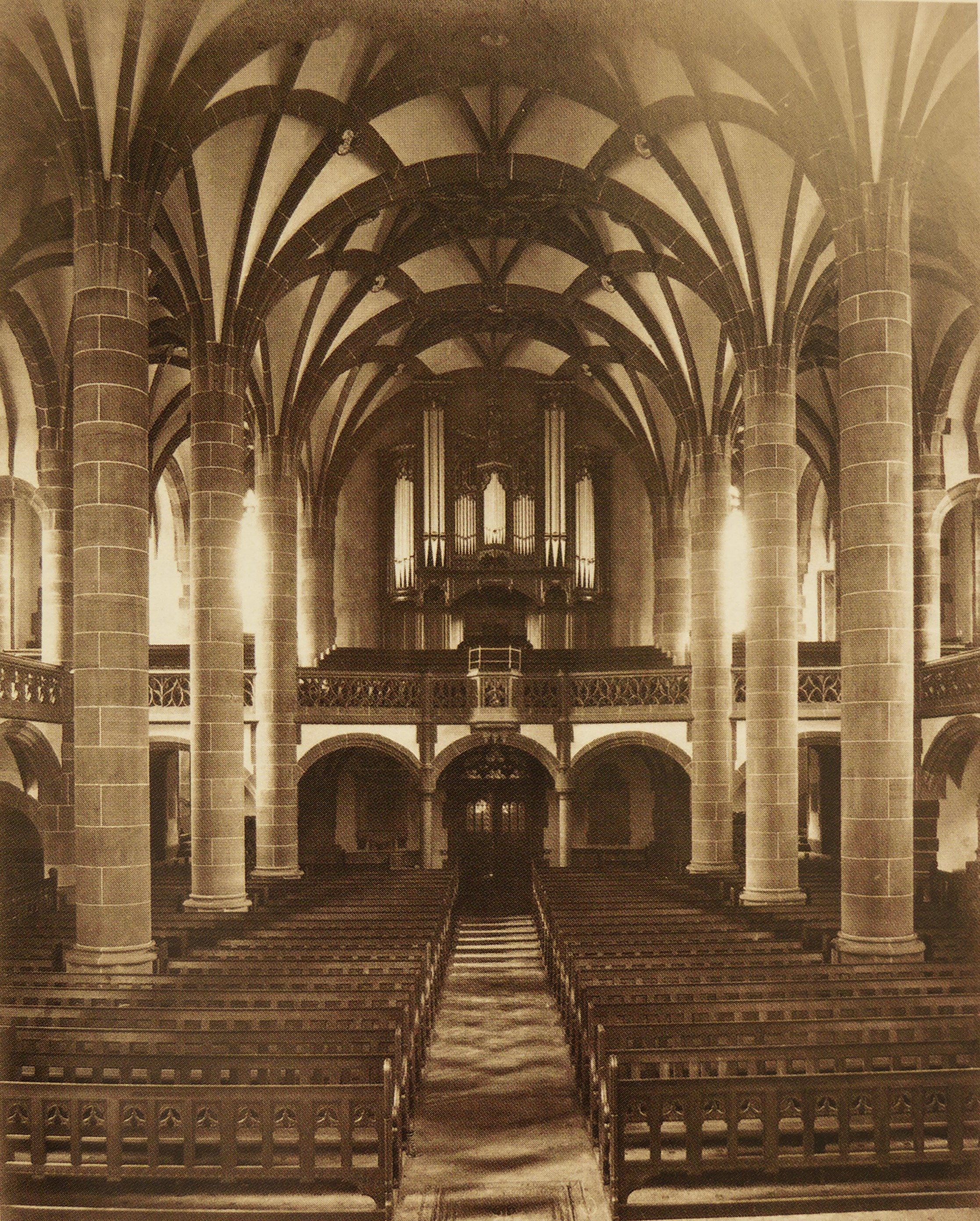
Innenraum vor der Zerstörung vom 14. März 1945, Blick zur Orgel

Die ehemalige Orgel geht zurück auf ein Instrument, das 1858 von dem Orgelbauer Eberhard Friedrich Walcker erbaut worden war. Das Instrument hatte ursprünglich 36 Register auf zwei Manualen und Pedal. 1911 baute der Orgelbauer G. F. Steinmeyer (Öttingen) das Instrument um und erweiterte es auf 45 Register auf drei Manualen und Pedal, wobei die Register des neuen dritten Manualwerks maßgeblich aus den vormaligen Werken entnommen wurden. Die Walcker-Steinmeyer-Orgel wurde 1945 durch eine Bombe zerstört.
| I Hauptwerk C–g3 |                |        |     |
| 1.               | Principal      | 16′    |     |
| 2.               | Principal      | 8′     |     |
| 3.               | Viola di Gamba | 8′     |     |
| 4.               | Tibia          | 8′     | (S) |
| 5.               | Hohlflöte      | 8′     |     |
| 6.               | Dulciana       | 8′     | (S) |
| 7.               | Quintflöte     | 5 1⁄3′ |     |
| 8.               | Oktave         | 4′     |     |
| 9.               | Rohrflöte      | 4′     |     |
| 10.              | Traversflöte   | 4′     |     |
| 11.              | Superoktave    | 2′     |     |
| 12.              | Mixtur IV      | 2′     |     |
| 13.              | Cornett III-V  | 8′     |     |
| 14.              | Trompete       | 8′     |     |

| II. Manual C–g3 |                 |     |     |
| 15.             | Quintadena      | 16′ | (S) |
| 16.             | Prinzipal       | 8′  |     |
| 17.             | Fugara          | 8′  | (S) |
| 18.             | Doppelgedackt   | 8′  | (S) |
| 19.             | Flauto amabile  | 8′  |     |
| 20.             | Dolce           | 8′  |     |
| 21.             | Praestant       | 4′  |     |
| 22.             | Traversflöte    | 4′  |     |
| 23.             | Rauschquinte II |     |     |
| 24.             | Clarinette      | 8′  |     |

| III Oberwerk C–g3 |                  |     |     |
| 25.               | Bourdon          | 16′ |     |
| 26.               | Flötenprincipal  | 8′  | (S) |
| 27.               | Lieblich Gedackt | 8′  |     |
| 28.               | Gemshorn         | 8′  |     |
| 29.               | Quintadena       | 8′  |     |
| 30.               | Salicional       | 8′  |     |
| 31.               | Vox coelestis    | 8′  |     |
| 32.               | Oktave           | 4′  | (S) |
| 33.               | Flauto dolce     | 4′  |     |
| 34.               | Piccolo          | 2′  |     |
| 35.               | Sesquialter II   |     |     |

| Pedalwerk C–g3 |               |         |
| 36.            | Principalbass | 16′     |
| 37.            | Violonbass    | 16′     |
| 38.            | Subbass       | 16′     |
| 39.            | Zartbass      | 16′     |
| 40.            | Quint         | 10 2⁄3′ |
| 41.            | Oktavbass     | 8′      |
| 42.            | Violoncell    | 8′      |
| 43.            | Oktave        | 4′      |
| 44.            | Posaunenbass  | 16′     |
| 45.            | Fagottbass    | 8′      |

- Anmerkung

(S) = Register von Steinmeyer, 1911

#### Ott-Orgel (1963)

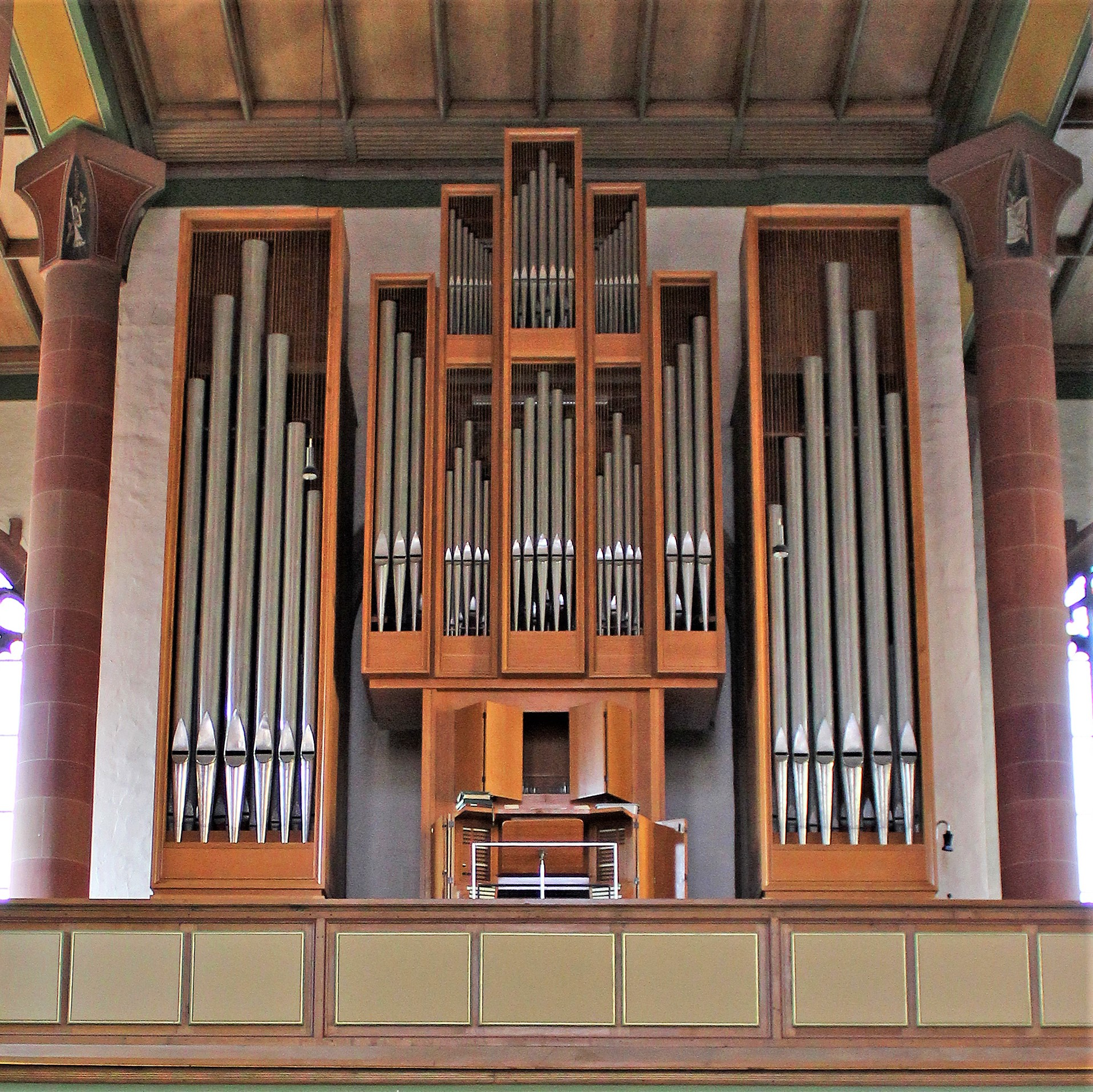
Prospekt der Ott-Orgel

1963 wurde eine neue Orgel durch die Orgelbaufirma Paul Ott errichtet. Das durch und durch neobarocke Instrument besitzt 47 Register auf drei Manualen und Pedal. Die Spieltrakturen sind mechanisch, die Registertrakturen elektrisch.
| I Hauptwerk C–g3 |                |       |
| 1.               | Pommer         | 16′   |
| 2.               | Prinzipal      | 8′    |
| 3.               | Gemshorn       | 8′    |
| 4.               | Gedackt        | 8′    |
| 5.               | Oktave         | 4′    |
| 6.               | Rohrflöte      | 4′    |
| 7.               | Quinte         | 2 ⁄3′ |
| 8.               | Superoktave    | 2′    |
| 9.               | Mixtur V-VII   | 1 ⁄3′ |
| 10.              | Terzzimbel III |       |
| 11.              | Trompete       | 16′   |
| 12.              | Trompete       | 8′    |

| II Oberwerk C–g3 |             |        |
| 13.              | Rohrflöte   | 8′     |
| 14.              | Spitzgambe  | 8′     |
| 15.              | Quintade    | 8′     |
| 16.              | Praestant   | 4′     |
| 17.              | Koppelflöte | 4′     |
| 18.              | Nasat       | 2 ⁄3′  |
| 19.              | Oktave      | 2'     |
| 20.              | Waldflöte   | 2'     |
| 21.              | Terz        | 1 3⁄5′ |
| 22.              | Quinte      | 1 ⁄3′  |
| 23.              | Septime     | 1 ⁄7′  |
| 24.              | None        | 8⁄9′   |
| 25.              | Oktave      | 1′     |
| 26.              | Scharf V    |        |
| 27.              | Dulzian     | 16′    |
| 28.              | Trompete    | 8′     |
|                  | Tremulant   |        |

| III Brustwerk (schwellbar) C–g3 |            |        |
| 29.                             | Gedackt    | 8′     |
| 30.                             | Rohrflöte  | 4′     |
| 31.                             | Prinzipal  | 2′     |
| 32.                             | Oktave     | 1′     |
| 33.                             | Terzian II | 1 3⁄5′ |
| 34.                             | Zimbel III |        |
| 35.                             | Krummhorn  | 8′     |
|                                 | Tremulant  |        |

| Pedal C–f1 |                 |            |
| 36.        | Prinzipal       | 16′        |
| 37.        | Subbass         | 16′        |
| 38.        | Oktavbass       | 8′         |
| 39.        | Gedackt         | 8′         |
| 40.        | Oktave          | 4′         |
| 41.        | Pommer          | 4′         |
| 42.        | Nachthorn       | 2′         |
| 43.        | Rauschquinte II | 2 ⁄3′ + 2′ |
| 44.        | Mixtur V        |            |
| 45.        | Posaune         | 16′        |
| 46.        | Trompete        | 8′         |
| 47.        | Trompete        | 4′         |

- Koppeln: II/I, III/I, I/P, II/P
- Spielhilfen: 4 freie Kombinationen, Pleno, Tutti, Zungen ab

### Glocken und Turm
Im Hauptturm hängen sechs Glocken der Gießerei Hermann Hamm aus Frankenthal. Sie wurden alle im Jahr 1957 gegossen und ertönen mit b°-des'-f'-as'-b'-c". Die größte Glocke ist mit 2370 kg die schwerste Glocke der Stadt Zweibrücken. Das heute als Totenglocke genutzte „Füchslein“ im Altarbereich ist die älteste Glocke der Stadt.
Bis zu ihrer Kriegszerstörung war der von Christian Ludwig Hautt um 1760 errichtete Turm mit welscher Haube ein Wahrzeichen der Stadt. Er wurde durch den schlichten, spitzhelmigen heutigen Turm ersetzt.